# 海瓦納納基亞 (亞利桑那州)
海瓦納納基亞（英語：Haivana Nakya）是位於美國亞利桑那州皮馬縣的一個人口普查指定地區。根據2010年美國人口普查，該地人口共500人，而該地的面積約為4.82平方千米。

## 地理
海瓦納納基亞的座標為32°00′19″N 111°42′45″W / 32.00528°N 111.71250°W，而該地最高點為海拔高度870米（即2854英尺）。